# Агвеј (река)
Агвеј је река у Јужном Судану, у вилајету Џонглеј. Настаје од два тока — Абаре и Конгконга код села Бонгак и тече на дужини од тридесетак километара правцем југоисток—северозапад до ушћа у Пибор јужно од града Акобо.